# Adama Diatta
Pour les articles homonymes, voir Diatta.
Adama Diatta est un lutteur sénégalais né le 14 août 1988 à Kabrousse. Il a remporté neuf titres de champions d'Afrique et deux fois les Jeux africains de lutte libre, en -55 kg, -57 kg puis -61 kg.

## Carrière
Il participe aux Jeux olympiques d'été de 2020 à Tokyo.

## Palmarès
| Année | Compétition             | Lieu           | Résultat | Catégorie |
| ----- | ----------------------- | -------------- | -------- | --------- |
| 2007  | Championnats d'Afrique  | Le Caire       | 1er      | - 55 kg   |
| 2007  | Jeux Africains          | Alger          | 1er      | - 55 kg   |
| 2008  | Championnats d'Afrique  | Tunis          | 1er      | - 55 kg   |
| 2008  | Jeux olympiques         | Pékin          | 15e      | - 55 kg   |
| 2009  | Championnats d'Afrique  | Casablanca     | 1er      | - 55 kg   |
| 2009  | Championnats du monde   | Herning        | 18e      | - 55 kg   |
| 2010  | Championnats d'Afrique  | Le Caire       | 2e       | - 55 kg   |
| 2010  | Championnats du monde   | Moscou         | 34e      | - 55 kg   |
| 2011  | Championnats d'Afrique  | Dakar          | 3e       | - 60 kg   |
| 2011  | Championnats du monde   | Istanbul       | 40e      | - 55 kg   |
| 2012  | Championnats d'Afrique  | Marrakech      | 1er      | - 55 kg   |
| 2015  | Championnats d'Afrique  | Le Caire       | 1er      | - 57 kg   |
| 2015  | Championnats du monde   | Las Vegas      | 12e      | - 57 kg   |
| 2015  | Jeux Africains          | Brazzaville    | 1er      | - 57 kg   |
| 2016  | Championnats d'Afrique  | Alexandrie     | 1er      | - 57 kg   |
| 2016  | Jeux olympiques         | Rio de Janeiro | 10e      | - 57 kg   |
| 2017  | Championnats d'Afrique  | Marrakech      | 1er      | - 61 kg   |
| 2017  | Jeux de la Francophonie | Abidjan        | 1er      | - 61 kg   |
| 2018  | Championnats d'Afrique  | Port Harcourt  | 1er      | - 61 kg   |
| 2018  | Championnats du monde   | Budapest       | 12e      | - 61 kg   |
| 2019  | Championnats d'Afrique  | Hammamet       | 1er      | - 61 kg   |